# Liste der denkmalgeschützten Objekte in Súľov-Hradná
Die Liste der denkmalgeschützten Objekte in Súľov-Hradná enthält die 17 nach slowakischen Denkmalschutzvorschriften geschützten Objekte in der Gemeinde Súľov-Hradná im Okres Bytča.

## Denkmäler
| Foto |                 | Denkmal / č. ÚZPF                                     | Standort / Konskr. Nr.                                                | Offizielle Beschreibung                 | Beschreibung                                | Metadaten                                                                            |
| ---- | --------------- | ----------------------------------------------------- | --------------------------------------------------------------------- | --------------------------------------- | ------------------------------------------- | ------------------------------------------------------------------------------------ |
| ja   | Datei hochladen | Verteidigungsturm(sk) Burg Súľov ObjektID: 501-1375/1 | Standort KG: Súľov-Hradná Konskr.Nr.:                                 | hradné jadro;Súľovský hrad              | Kernburg                                    | č. NKP: 501-1375/1 Stand des NKP: 2012-02-08 Name: VEŽA OBRANNÁ                      |
| BW   | Datei hochladen | Burgmauer 1(sk) ObjektID: 501-1375/2                  | Standort KG: Súľov-Hradná Konskr.Nr.:                                 | hradné jadro;opevnenie hradného jadra   | Kernburg                                    | č. NKP: 501-1375/2 Stand des NKP: 2012-02-08 Name: MÚR HRADBOVÝ I.                   |
| ja   | Datei hochladen | Bastion 1(sk) ObjektID: 501-1375/3                    | Standort KG: Súľov-Hradná Konskr.Nr.:                                 | hradné jadro;bašta nad skalným tunelom  | Kernburg, Bastion der Felstunnel            | č. NKP: 501-1375/3 Stand des NKP: 2012-02-08 Name: BAŠTA I.                          |
| BW   | Datei hochladen | südlicher Burgpalast 1(sk) ObjektID: 501-1375/4       | Standort KG: Súľov-Hradná Konskr.Nr.:                                 | hradné jadro                            | Kernburg                                    | č. NKP: 501-1375/4 Stand des NKP: 2012-02-08 Name: PALÁC HRADNÝ JUŽNÝ I.             |
| BW   | Datei hochladen | Bastion 2(sk) ObjektID: 501-1375/5                    | Standort KG: Súľov-Hradná Konskr.Nr.:                                 | hradné jadro                            | Kernburg                                    | č. NKP: 501-1375/5 Stand des NKP: 2012-02-08 Name: BAŠTA II.                         |
| BW   | Datei hochladen | Burgmauer 1(sk) ObjektID: 501-1375/6                  | Standort KG: Súľov-Hradná Konskr.Nr.:                                 | hradné jadro                            | Kernburg                                    | č. NKP: 501-1375/6 Stand des NKP: 2012-02-08 Name: NÁDVORIE HRADNÉ I.                |
| BW   | Datei hochladen | Zisterne(sk) ObjektID: 501-1375/7                     | Standort KG: Súľov-Hradná Konskr.Nr.:                                 | hradné jadro                            | Kernburg                                    | č. NKP: 501-1375/7 Stand des NKP: 2012-02-08 Name: CISTERNA                          |
| BW   | Datei hochladen | Burgmauer 2(sk) ObjektID: 501-1375/8                  | Standort KG: Súľov-Hradná Konskr.Nr.:                                 | predhradie;opevnenie predhradia         | Befestigung Wehr                            | č. NKP: 501-1375/8 Stand des NKP: 2012-02-08 Name: MÚR HRADBOVÝ II.                  |
| ja   | Datei hochladen | nördlicher Burgpalast 2(sk) ObjektID: 501-1375/9      | Standort KG: Súľov-Hradná Konskr.Nr.:                                 | predhradie                              | Wehr                                        | č. NKP: 501-1375/9 Stand des NKP: 2012-02-08 Name: PALÁC HRADNÝ SEVERNÝ II.          |
| BW   | Datei hochladen | nordöstlicher Burgpalast 3(sk) ObjektID: 501-1375/10  | Standort KG: Súľov-Hradná Konskr.Nr.:                                 | predhradie;vežový palác                 | Wehr                                        | č. NKP: 501-1375/10 Stand des NKP: 2012-02-08 Name: PALÁC HRADNÝ SEVEROVÝCHODNÝ III. |
| BW   | Datei hochladen | Burgmauer 2(sk) ObjektID: 501-1375/11                 | Standort KG: Súľov-Hradná Konskr.Nr.:                                 | predhradie                              | Wehr                                        | č. NKP: 501-1375/11 Stand des NKP: 2012-02-08 Name: NÁDVORIE HRADNÉ II.              |
| BW   | Datei hochladen | Turm(sk) ObjektID: 501-1375/12                        | Standort KG: Súľov-Hradná Konskr.Nr.:                                 | predpolie;predsunutá strážna veža       | Außenposten Turm                            | č. NKP: 501-1375/12 Stand des NKP: 2012-02-08 Name: VEŽA STRÁŽNA                     |
| BW   | Datei hochladen | Burgrest(sk) ObjektID: 501-2145/1                     | Standort KG: Súľov-Hradná Konskr.Nr.:                                 | neskúmané;Hrádek Strmý kopec            | nicht untersucht                            | č. NKP: 501-2145/1 Stand des NKP: 2012-02-08 Name: HRÁDOK                            |
| ja   | Datei hochladen | Kirche(sk) ObjektID: 501-1372/0                       | 30 Standort KG: Súľov-Hradná Konskr.Nr.: 30                           | r.k.sv.Michala;farský kostol sv.Michala | römisch-katholische Pfarrkirche St. Michael | č. NKP: 501-1372/0 Stand des NKP: 2012-02-08 Name: KOSTOL                            |
| BW   | Datei hochladen | Schloss(sk) ObjektID: 501-1373/0                      | 85 Standort KG: Súľov-Hradná Konskr.Nr.: 85                           | solitér;Malý kaštieľ,Mičurovský         | Das kleine Herrenhaus Mičurov               | č. NKP: 501-1373/0 Stand des NKP: 2012-02-08 Name: KAŠTIEĽ                           |
| ja   | Datei hochladen | Schloss(sk) ObjektID: 501-1374/0                      | 222-223 Standort KG: Súľov-Hradná Konskr.Nr.: 222-223                 | solitér;Veľký kaštieľ                   | Das große Herrenhaus                        | č. NKP: 501-1374/0 Stand des NKP: 2012-02-08 Name: KAŠTIEĽ                           |
| BW   | Datei hochladen | Schloss(sk) ObjektID: 501-1376/0                      | 258,259,260,261 Standort KG: Súľov-Hradná Konskr.Nr.: 258,259,260,261 | solitér;kaštieľ Hradná                  | Herrenhaus Hradná                           | č. NKP: 501-1376/0 Stand des NKP: 2012-02-08 Name: KAŠTIEĽ                           |

## Legende
Die Tabelle enthält im Einzelnen folgende Informationen:
| Foto:                    | Fotografie des Denkmals. |
| Denkmal / č. ÚZPF:       | Die Übersetzung der Bezeichnung des Denkmals, wie sie vom Slowakischen Denkmalamt (Pamiatkový úrad Slovenskej republiky) verwendet wird. Die Originalbezeichnung ist unter dem Fragezeichen angegeben. Fehlt die Übersetzung, so wird die Originalbezeichnung direkt angezeigt. Weiters ist die Objekt-Identifikationsnummer (Objekt ID) angeführt. Sie ist die offizielle, in der Slowakei eindeutige Nummer č. ÚZPF inklusive der zugehörigen Zählnummer, wie sie in den Daten des Denkmalamtes angegeben wird. Da diese nur innerhalb eines Landkreises gezählt wird, ist dessen Nummer der Denkmalnummer vorangestellt. |
| Standort:                | Wenn in der Liste vorhanden, ist die Adresse angegeben. In Klammern kann sich noch eine zusätzliche Adresse befinden, wenn es beispielsweise ein Eckhaus ist. Bei freistehenden Objekten ohne Adresse (zum Beispiel bei Bildstöcken) ist eine Adresse angegeben, die in der Nähe des Objekts liegt. Durch Aufruf des Links Standort wird die Lage des Denkmals in verschiedenen Kartenprojekten angezeigt. Darunter sind die Katastralgemeinde (KG) und, wenn vorhanden, die Konskriptionsnummer (Konskr. Nr.) angegeben.                                                                                                   |
| Offizielle Beschreibung: | Es ist die Kurzbeschreibung auf Slowakisch, wie sie in den offiziellen Listen angegeben ist, eingetragen. |
| Beschreibung:            | Kurze Angaben zum Denkmal auf Deutsch. |
| Metadaten:               | Zusätzlich werden, wenn in den persönlichen Einstellungen das Helferlein Dauerhaftes Einblenden von Metadaten aktiviert ist, ebensolche angezeigt. |

- Karte mit allen Koordinaten:
- OSM |
- WikiMap